# Micrixalus
Micrixalus (Boulenger, 1888) è un genere di anfibi anuri endemico dell'India. È l'unico genere noto della famiglia Micrixalidae.

## Tassonomia
Comprende le seguenti specie
- Micrixalus adonis Biju, Garg, Gururaja, Shouche & Walukar, 2014
- Micrixalus candidus Biju, Garg, Gururaja, Shouche & Walukar, 2014
- Micrixalus elegans Rao, 1937
- Micrixalus fuscus Boulenger, 1882
- Micrixalus frigidus Biju, Garg, Gururaja, Shouche & Walujkar, 2014
- Micrixalus gadgili Pillai and Pattabiraman, 1990
- Micrixalus herrei Myers, 1942
- Micrixalus kodayari Biju, Garg, Gururaja, Shouche & Walukar, 2014
- Micrixalus kottigeharensis Rao, 1937
- Micrixalus kurichiyari Biju, Garg, Gururaja, Shouche & Walukar, 2014
- Micrixalus mallani Biju, Garg, Gururaja, Shouche & Walukar, 2014
- Micrixalus nelliyampathi Biju, Garg, Gururaja, Shouche & Walukar, 2014
- Micrixalus nigraventris Biju, Garg, Gururaja, Shouche & Walujkar, 2014
- Micrixalus niluvasei Biju, Garg, Gururaja, Shouche & Walukar, 2014
- Micrixalus nudis Pillai, 1978
- Micrixalus phyllophilus Jerdon, 1854
- Micrixalus sairandhri Biju, Garg, Gururaja, Shouche & Walukar, 2014
- Micrixalus sali Biju, Garg, Gururaja, Shouche & Walujkar, 2014
- Micrixalus saxicola Jerdon, 1854
- Micrixalus silvaticus Boulenger, 1882
- Micrixalus specca Biju, Garg, Gururaja, Shouche & Walujkar, 2014
- Micrixalus spelunca Biju, Garg, Gururaja, Shouche & Walukar, 2014
- Micrixalus thampii Pillai, 1981
- Micrixalus uttaraghati Biju, Garg, Gururaja, Shouche & Walukar, 2014